# السماسر (المخادر)

تعديل مصدري - تعديل

السماسر محلة تابعة لقرية ذي العلبي، التابعة لعزلة الشرف بمديرية المخادر إحدى مديريات محافظة إب في الجمهورية اليمنية، بلغ تعداد سكانها 33 حسب تعداد اليمن لعام 2004.